# Livio Cecchelin
Livio Cecchelin (Trieste, 9 giugno 1930 – Trieste, 6 giugno 2020) è stato un pianista italiano.

## Carriera
Figlio del notissimo comico Angelo e dell'attrice Lilia Carini, nome d'arte di Margherita Naccari, Livio Cecchelin tra gli anni '60 e '70 girò l'Europa condividendo il palcoscenico con Joséphine Baker, Gilbert Becaud, Jacques Brel.  Rientrato a Trieste, la sua città, negli anni '80 e '90 collaborò a numerosi spettacoli teatrali prodotti da La Contrada, accompagnando musicalmente diverse pièce e componendo brani originali. 
Dopo gli spettacoli a tema "Maldobrie", scritti da Carpinteri e Faraguna, Cecchelin continuò con questo filone entrando a far parte del Gruppo Teatrale per il Dialetto degli attori Mimmo Lo Vecchio e Gianfranco Saletta. Sempre come musicista prese parte pure a diversi programmi e sceneggiati radiofonici della sede regionale della Rai del Friuli Venezia Giulia.  
È venuto a mancare nella notte tra il 5 e il 6 giugno 2020. 
Nel 2025 in occasione dei cinque anni dalla sua scomparsa e novantacinque dalla sua nascita, è uscito il libro "Livio Cecchelin, una vita al pianoforte" scritto dalla giornalista Nadia Pastorcich, pubblicato da Luglio Editore.